# Cosimo Piscopo
Cosimo Marco Piscopo (né le 18 juillet 1983 à Gagliano del Capo) est un joueur italien de volley-ball. Il mesure 2,05 m et joue central. Il totalise 11 sélections en équipe d'Italie

## Clubs
| Club                       | De        | À         |
| -------------------------- | --------- | --------- |
| Volley Galatone            | 1999-2000 | 1999-2000 |
| Pallavolo Molfetta         | 2000-2001 | 2001-2002 |
| Schio Sports               | 2002-2003 | 2002-2003 |
| Lupi Pallavolo Santa Croce | 2003-2004 | 2003-2004 |
| Trentino Volley            | sep 2004  | déc 2004  |
| Pallavolo Molfetta         | jan 2005  | avr 2005  |
| Pallavolo Padoue           | 2005-2006 | 2006-2007 |
| Trentino Volley            | 2007-2008 | 2008-2009 |
| Pallavolo Modène           | 2009-2010 | 2012-2013 |
| Pallavolo Molfetta         | 2013-2014 | ...       |

## Palmarès
- Championnat d'Italie (1)
  - Vainqueur : 2008
  - Finaliste : 2009
- Supercoupe d'Italie
  - Perdant : 2008